# Filippo Tortu
Filippo Tortu (n. 15 iunie 1998, Milano, Italia) este un atlet italian, medaliat olimpic. A participat la două ediții ale Jocurilor Olimpice (2020, 2024) în care a câștigat o medalie de aur în proba de 4x100 de metri.

## Palmares
| An   | Competiție                      | Locație                  | Loc | Eveniment | Note  |
| ---- | ------------------------------- | ------------------------ | --- | --------- | ----- |
| 2014 | Jocurile Olimpice de Tineret    | Nanjing, China           | 8   | 200 m     | NS    |
| 2016 | Campionatul European            | Amsterdam, Țările de Jos | 9   | 100 m     | 10,19 |
| 2016 | Campionatul European            | Amsterdam, Țările de Jos | 5   | 4×100 m   | 38,69 |
| 2016 | Campionatul Mondial de Juniori  | Bydgoszcz, Polonia       | 2   | 100 m     | 10,24 |
| 2016 | Campionatul Mondial de Juniori  | Bydgoszcz, Polonia       | 7   | 4×100 m   | 40,02 |
| 2017 | Ștafetele Mondiale              | Nassau, Bahamas          | –   | 4×100 m   | DS    |
| 2017 | Campionatul European de Juniori | Grosseto, Italia         | 1   | 100 m     | 10,73 |
| 2017 | Campionatul European de Juniori | Grosseto, Italia         | 2   | 4×100 m   | 39,50 |
| 2017 | Campionatul Mondial             | Londra, Marea Britanie   | 17  | 200 m     | 20,62 |
| 2018 | Campionatul European            | Berlin, Germania         | 5   | 100 m     | 10,08 |
| 2018 | Campionatul European            | Berlin, Germania         | –   | 4×100 m   | DS    |
| 2019 | Ștafetele Mondiale              | Yokohama, Japonia        | 8   | 4×100 m   | NT    |
| 2019 | Campionatul Mondial             | Doha, Qatar              | 7   | 100 m     | 10,07 |
| 2019 | Campionatul Mondial             | Doha, Qatar              | 10  | 4×100 m   | 38,11 |
| 2021 | Ștafetele Mondiale              | Chorzów, Polonia         | 1   | 4×100 m   | 39,21 |
| 2021 | Jocurile Olimpice               | Tokio, Japonia           | 18  | 100 m     | 10.16 |
| 2021 | Jocurile Olimpice               | Tokio, Japonia           | 1   | 4×100 m   | 37,50 |
| 2022 | Campionatul Mondial             | Eugene, Statele Unite    | 9   | 200 m     | 20,10 |
| 2022 | Campionatul Mondial             | Eugene, Statele Unite    | 10  | 4×100 m   | 38,74 |
| 2022 | Campionatul European            | München, Germania        | 3   | 200 m     | 20,27 |
| 2023 | Campionatul European pe Echipe  | Chorzów, Polonia         | 5   | 200 m     | 20,61 |
| 2023 | Campionatul European pe Echipe  | Chorzów, Polonia         | 2   | 4×100 m   | 38,47 |
| 2023 | Campionatul Mondial             | Budapesta, Ungaria       | 25  | 200 m     | 20,46 |
| 2023 | Campionatul Mondial             | Budapesta, Ungaria       | 2   | 4×100 m   | 37,62 |
| 2024 | Ștafetele Mondiale              | Nassau, Bahamas          | 8   | 4×100 m   | DS    |
| 2024 | Campionatul European            | Roma, Italia             | 2   | 200 m     | 20,41 |
| 2024 | Campionatul European            | Roma, Italia             | 1   | 4×100 m   | 37,82 |
| 2024 | Jocurile Olimpice               | Paris, Franța            | 13  | 200 m     | 20,54 |
| 2024 | Jocurile Olimpice               | Paris, Franța            | 4   | 4×100 m   | 37,68 |